# El rei ruc
El rei ruc (títol original en anglès: The Donkey King; en urdú: دی ڈونکی كِنگ) és una pel·lícula de comèdia pakistanesa d'animació per ordinador de 2018, dirigida per Aziz Jindani. La pel·lícula presenta les veus de Jan Rambo, Ismail Tara, Hina Dilpazeer, Ghulam Mohiuddin, i Jaik Sheikh. Va ser estrenada al Pakistan el 13 d'octubre de 2018 per Geo Films i Talisman Studios. Aquesta pel·lícula ha estat doblada al català.
La data de llançament anunciada per a la pel·lícula va ser el 13 d'octubre de 2018, tot i que es va estrenar un dia abans.

## Repartiment
- Afzal Khan com Jan Mangu, un ruc de bugaderia
- Hina Dilpazeer com a senyoreta Fitna, una guineu
- Ghulam Mohiuddin com a lleó Badshah Khan
- Adeel Hashmi com Shahzada Khan, fill del Badshah Khan
- Faisal Qureshi com a Breaking News, un mico
- El xeic Salman Saquib "Mani" com a Rangeela, un camaleó
- Javed Shaikh com Changu, el pare de Mangu
- Ismail Tara com a Pehalwan Chacha
- Shafaat Ali com Ronald Crump, un hipopòtam
- Irfan Khoosat com a Jamboora, propietari de la casa de mitjans, un simi; i Raftaar, una tortuga
- Shabbir Jan com Sardar Chacha, un os
- Sahiba Afzal com a interès amorós de Mangu
- Ahsan Rahim com a senyor Propaganda, un tigre
- Irfan Malik com Panoti, una zebra
- Ali Hassan com a Oncle Raja